# Gelo XI

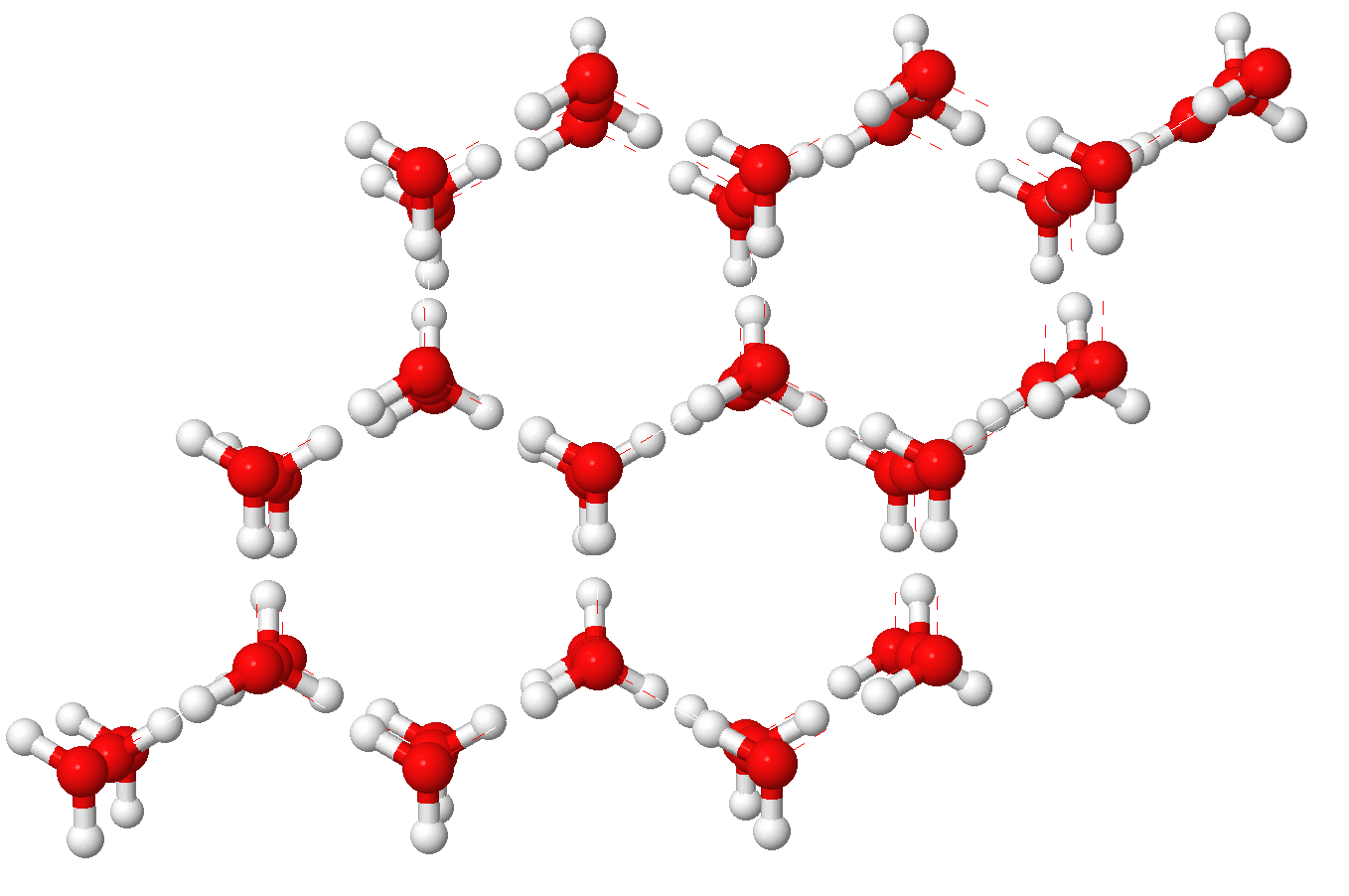
Gelo XI, visto a partir do eixo c

Gelo XI é uma forma cristalina hexagonal do gelo. Pode ser formado a partir de uma solução diluída do hidróxido de potássio (KOH) de concentração 10 mM mantida a temperaturas logo abaixo de 72 K por cerca de uma semana.. É possível que se forme no espaço e traga implicações na formação de planetas.